# Tour della nazionale maschile di rugby a 15 dell'Italia 2016
Nel giugno 2016, la nazionale italiana di rugby allenata dal nuovo commissario tecnico, l'irlandese Conor O'Shea, affrontò il suo primo tour dopo l'eliminazione nella Coppa del Mondo di rugby 2015 e il Whitewash al Sei Nazioni precedente.
Furono previsti tre incontri nelle Americhe tra la seconda e la quarta settimana del mese di giugno, nell'ordine con: Argentina (Santa Fe, 11 giugno), Stati Uniti (San Jose, 18 giugno) e Canada (Toronto, 26 giugno).
O'Shea stilò una lista di 30 convocati ricalcando in buna parte le scelte del predecessore Brunel, salvo i ritorni di Favaro, Venditti, Barbieri ed Esposito a fronte di una decina di  defezioni tra infortuni e assenze concordate (quali capitan Parisse e Zanni). Quattro invece gli esordienti: Boni, Castello, Ferrari e Mbanda. In generale, il gruppo azzurro era costituito da: 11 giocatori dal Benetton, 10 delle Zebre, 6 da club di campionati esteri e 3 da club di Eccellenza. La nazionale italiana si radunò il 30 maggio per il primo allenamento al centro di preparazione olimpica dell'Acqua Acetosa; assente Parisse, Edoardo Gori venne nominato capitano del tour.
Il primo incontro, che corrispose all'esordio di O'Shea sulla panchina azzurra, si tenne a Santa Fe, allo stadio Estanislao López davanti a circa 30000 spettatori; di fronte a un'Argentina rodata l'Italia, cui mancava il capitano Sergio Parisse e presentava due esordienti nel XV titolare, si comportò con molta personalità, ribattendo alle mete sudamericane di Manuel Montero e Matías Moroni con quelle di Leonardo Sarto e Simone Favaro; pari anche il conto delle trasformazioni, una per parte, il risultato fu determinato dalla piazzola, con quattro calci piazzati azzurri di Carlo Canna contro i sei di Nicolás Sánchez, che diedero all'Argentina il vantaggio decisivo di 6 punti con cui si impose per 30-24.
La settimana dopo a San Jose, in California, un'Italia non concentrata come quella di Santa Fe, ma forte abbastanza per avere ragione di un avversario come gli Stati Uniti, si impose per 24-20, regalando così al CT la prima vittoria della sua gestione; l'albanese di formazione italiana Ornel Gega realizzò le due mete azzurre e Carlo Canna marcò gli altri punti, una trasformazione, tre piazzati e un drop. Tra le file italiane, Maxime Mbanda esordì nel XV titolare a causa di un paio d'infortuni in terza linea.
Nell'ultimo incontro del tour a Toronto contro il Canada, Gega fu di nuovo a segno e la marcatura fu utile per venire a capo di un avversario tecnicamente inferiore ma molto determinato; singolarmente, in tutto il tour, il miglior realizzatore di mete fu Gega, di ruolo pilone, e quattro delle cinque mete vennero dagli avanti, includendo anche il terza ala Favaro; i tre quarti realizzarono una sola meta, con Sarto.

## Risultati
| Arbitro: | Stuart Berry |

|                                     |      |                          |
| Montero 25’ Moroni 60’              | mt   | 35’ Sarto 68’ Favaro     |
| Sánchez 60’                         | tr   | 35’ Canna                |
| Sánchez 9’, 20’, 31’, 36’, 58’, 65’ | c.p. | 15’, 28’, 39’, 42’ Canna |

| Arbitro: | Marius v.d. Westhuizen |

|                         |      |                     |
| tecnica 20’ Lamborn 68’ | mt   | 30’, 56’ Gega       |
| MacGinty 20’, 68’       | tr   | 56’ Canna           |
| MacGinty 10’, 50’       | c.p. | 15’, 39’, 80’ Canna |
|                         | drop | 43’ Canna           |

| Arbitro: | Alexandre Ruiz |

|                                      |      |                                   |
|                                      | mt   | 60’ Gega                          |
| McRorie 12’, 23’, 32’, 47’, 54’, 66’ | c.p. | 7’, 15’, 34’, 50’ Allan 72’ Canna |